# Братская могила советских воинов (Южно-Долгинцевское кладбище)

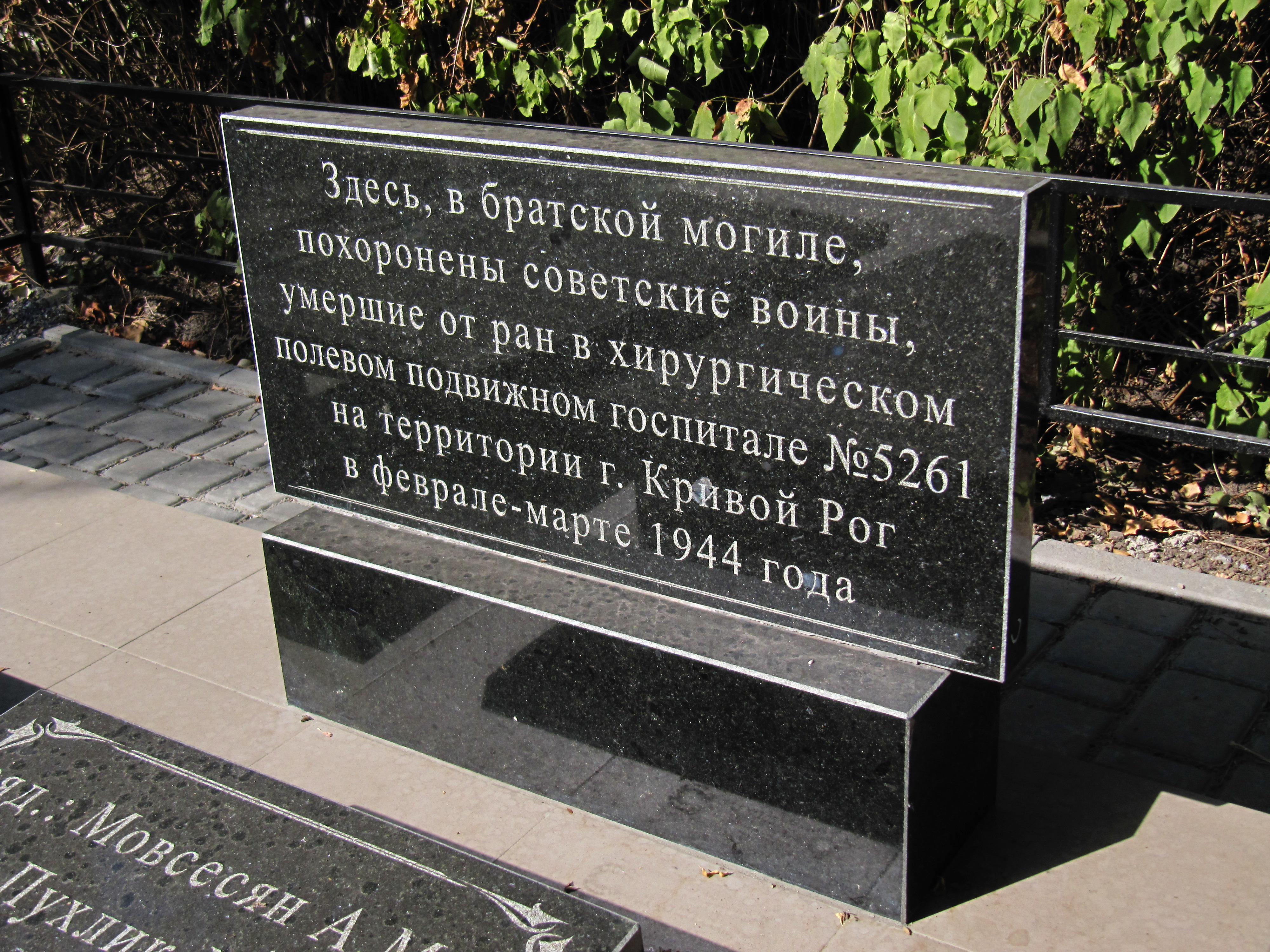

Братская могила 47 советских воинов — памятник истории Великой Отечественной войны Долгинцевском районе города Кривой Рог Днепропетровской области.

## История
При освобождении Криворожья с 23 февраля по 18 марта 1944 года в хирургическом передвижном полевом госпитале № 5261 умерло от ран 47 советских воинов. Умершие похоронены в братской могиле на Южно-Долгинцевском кладбище.
В 1975 году на могиле был установлен обелиск из гранитной крошки. На памятных плитах увековечены имена 47 человек.
19 ноября 1990 года, решением № 424 Днепропетровского облисполкома, памятник взят на государственный учёт под охранным номером 6318.
В 2015 году произведена реконструкция.

## Характеристика
Расположена по улице Серафимовича на Южно-Долгинцевском кладбище Долгинцевского района города Кривой Рог.
Братская могила в виде цветника, ограждённая бетонным бордюром.
Прямоугольная стела из гранитной крошки размерами 1,1×0,6×0,07м на постаменте из такого же материала размерами 0,75×0,2×0,3 м. С одной стороны стелы высечена 7-строчная надпись на русском языке: «Тут / захоронены / воины, умершие / от ран при / освобождении / Криворожья / II и III 1944». Буквы окрашены в золотистый цвет.
Три памятные плиты серого цвета из гранитной крошки размерами 1,2×0,7×0,1 м с фамилиями, инициалами и званиями погребённых. Верхняя часть плит лежит на бордюре высотой 5 см, шириной 10 см, нижняя — на земле. Расстояние между плитами 20 см.